# LU-P-4705
La carretera LU-P-4705 es una carretera de la red secundaria de Galicia que pertenece a la Diputación de Lugo. Une Puebla del Brollón con Cereixa, en la provincia de Lugo, y tiene una longitud de 1,9 km.

## Trazado
La carretera parte de la carretera LU-P-4713, al suroeste de la capitalidad municipal de Puebla del Brollón. Cruza el lugar de Nogueiras y finaliza en Cereixa, en la carretera LU-652.